# Rund sardinell
Rund sardinell (Sardinella aurita) är en fiskart som beskrevs av Valenciennes, 1847. Rund sardinell ingår i släktet Sardinella och familjen sillfiskar. Inga underarter finns listade i Catalogue of Life.